# Democratische Partijconventie 2016
De Democratische Partijconventie 2016 werd gehouden van 25 juli tot en met 28 juli in het Wells Fargo Center in Philadelphia, Pennsylvania. Tijdens deze conventie werd Hillary Clinton gekozen als de presidentskandidaat van de Democratische Partij, met de voormalige gouverneur van Virginia en zittend senator Tim Kaine als running-mate.
Een dag voor de Conventie publiceerde Wikileaks een groot aantal e-mails van hoge Democratische partijfunctionarissen waaruit bleek dat zij Bernie Sanders, de belangrijkste opponent van Clinton tijdens de voorverkiezingen, actief hadden tegen gewerkt. De partijtop raakte daardoor in verlegenheid en het schandaal zorgde ervoor dat partijvoorzitter Debbie Wasserman Schultz haar aftreden aankondigde en besloot de Conventie niet toe te spreken.
De Conventie begon zelf ook onrustig. De eerste dag werd beheerst door aanhangers van Sanders die luidruchtig demonstreerden. Pas na een toespraak van first lady Michelle Obama leek de rust enigszins terug te keren. Een dag later sprak Sanders zelf zijn steun uit voor Clinton. Andere prominente sprekers tijdens de Conventie waren oud-president Bill Clinton, de zittende president Barack Obama, de senatoren Elizabeth Warren en Cory Booker en de oud-burgemeester van New York Michael Bloomberg. Op de laatste dag gaf Clinton haar acceptatiespeech.